# Togacantha
Togacantha is een monotypisch geslacht van spinnen uit de  familie van de wielwebspinnen (Araneidae).

## Soort
- Togacantha nordviei Strand, 1913